# Scissor Sisters (album)
Scissor Sisters - debiutancki album amerykańskiego zespołu Scissor Sisters wydany w 2004 roku. Krążek dotarł do pierwszego miejsca UK Albums Chart i Irish Albums Chart, oraz został najlepiej sprzedającym się albumem 2004 roku w Wielkiej Brytanii. Na Wyspach Brytyjskich płyta zdobyła status siedmiokrotnej platyny rozchodząc się w 2,100,000 egzemplarzy. Album nie odniósł sukcesu w Stanach Zjednoczonych plasując się na #102 miejscu Billboard 200. Na całym świecie album rozszedł się w ponad 3,300,000 kopii oraz został wymieniony jako jeden 1001 Albumów które musisz posłuchać zanim umrzesz w książce pod tym samym tytułem, pod redakcją Roberta Dimery.
Krążek zdobył tytuł najlepszego międzynarodowego albumu podczas Brit Awards 2005.

## Lista utworów
| #                     | Tytuł                                 | Autorzy                        | Produkcja       | Czas |
| --------------------- | ------------------------------------- | ------------------------------ | --------------- | ---- |
| 1.                    | "Laura"                               | Scott Hoffman, Jason Sellards  | Scissor Sisters | 3:35 |
| 2.                    | "Take Your Mama"                      | Hoffman, Sellards              | Scissor Sisters | 4:31 |
| 3.                    | "Comfortably Numb" (Pink Floyd cover) | David Gilmour, Roger Waters    | Scissor Sisters | 4:25 |
| 4.                    | "Mary"                                | Hoffman, Sellards              | Scissor Sisters | 4:43 |
| 5.                    | "Lovers in the Backseat"              | Hoffman, Sellards              | Scissor Sisters | 3:15 |
| 6.                    | "Tits on the Radio"                   | Hoffman, Ana Lynch, Sellards   | Scissor Sisters | 3:16 |
| 7.                    | "Filthy/Gorgeous"                     | Hoffman, Lynch, Sellards       | Scissor Sisters | 3:46 |
| 8.                    | "Music Is the Victim"                 | Derek Gruen, Hoffman, Sellards | Scissor Sisters | 2:57 |
| 9.                    | "Better Luck Next Time"               | Gruen, Hoffman, Sellards       | Scissor Sisters | 3:08 |
| 10.                   | "It Can't Come Quickly Enough"        | Hoffman, Sellards              | Scissor Sisters | 4:42 |
| 11.                   | "Return to Oz"                        | Hoffman, Sellards              | Scissor Sisters | 4:34 |
| UK bonus tracks       |                                       |                                |                 |      |
| 12.                   | "A Message from Ms. Matronic"         | Hoffman, Sellards              | Scissor Sisters | 0:31 |
| 13.                   | "The Skins"                           | Hoffman, Sellards              | Scissor Sisters | 2:55 |
| 14.                   | "Get It Get It"                       | Hoffman, Sellards              | Scissor Sisters | 3:47 |
| US iTunes bonus track |                                       |                                |                 |      |
| 12.                   | "Get It Get It"                       | Hoffman, Sellards              | Scissor Sisters | 3:47 |

## Notowania i certyfikaty
| Lista (2004)              | Najwyższa pozycja |
| ------------------------- | ----------------- |
| Australian Albums Chart   | 7                 |
| Austrian Albums Chart     | 75                |
| Finnish Albums Chart      | 40                |
| Irish Albums Chart        | 1                 |
| Portuguese Albums Chart   | 19                |
| Norwegian Albums Chart    | 33                |
| Swedish Albums Chart      | 13                |
| French Albums Chart       | 100               |
| U.S. Billboard 200        | 102               |
| UK Albums Chart           | 1                 |
| Koniec dekady (2000–2009) | Pozycja           |
| UK Albums Chart           | 9                 |

| Kraj                  | Certyfikat | Sprzedaż   |
| --------------------- | ---------- | ---------- |
| Australia (ARIA)      | Platyna    | 70,000+    |
| Europa (IFPI)         | 3× Platyna | 3,000,000+ |
| Wielka Brytania (BPI) | 7× Platyna | 2,100,000+ |

## Historia wydania
| Kraj              | Data          |
| ----------------- | ------------- |
| Wielka Brytania   | 2 lutego 2004 |
| Stany Zjednoczone | 27 lipca 2004 |